# Пудинг из саго
Пудинг из саго — сладкий пудинг, приготовленный путём смешивания саго или тапиоки с водой или молоком с добавлением сахара, а иногда и дополнительных ароматизаторов. В разных странах его готовят по-разному.
В Малайзии популярен пудинг «Саго гула мелака», который готовят путём кипячения крупы саго в воде. Его подают с сиропом из пальмового сахара (гула мелака) и кокосовым молоком.
Пудинг из саго также является популярным деликатесом в Новой Гвинее.
В Великобритании «пудинг из саго» обычно готовят путём кипячения крупы саго и сахара в молоке до тех пор, пока крупинки саго не станут прозрачными. После этого получившуюся смесь загущают, добавляя в неё кукурузную муку или сырые (на момент добавления) куриные яйца. В зависимости от использованных ингредиентов, консистенция сагового пудинга может варьироваться от жидкой до довольно густой. В Великобритании пудинг из саго часто называют «лягушачьей икрой», поскольку он готовится из жемчужного саго. Пудинг из тапиоки обычно готовят из хлопьев тапиоки, что дает более мелкую и зернистую консистенцию. Он упоминается вскользь в четвертом эпизоде первого сезона сериала «Дживс и Вустер».